# Love Hurts (Julian-Lage-Album)
Love Hurts ist ein Jazzalbum des Gitarristen Julian Lage. Die Aufnahmen entstanden am 22. und 23. September 2018 in Chicago und erschienen am 22. Februar 2019 auf Mack Avenue Records.

## Hintergrund
Love Hurts war Lages Debütalbum als Produzent und sein erstes mit Dave King (von The Bad Plus) am Schlagzeug und Jorge Roeder am Bass. Alle bis auf zwei Titel auf dem Album sind Coverversionen, wobei Lage der Zeitschrift Guitar World mitteilte, „die ganze Idee war, Songs zu machen, die ich liebe“. Lage sagte auch, dass die Songs ausgewählt wurden, weil sie alle einen „Gefühlspunsch“ und eine kürzere Form hatten und alle von amerikanischen Songwritern in den letzten 50 bis 60 Jahren geschrieben wurden.
Die Produktion entstand neben der Arbeit mit seinem regulären Trio aus Jorge Roeder und dem Schlagzeuger Eric Doob; Lage nannte es eine „Sonderausgabe“ seines Trios; er erklärte, er wollte „ein Wochenende im Studio verbringen und das tun, was wir sonst nie machen würden.“ Ein weiterer ungewöhnlicher Aspekt des Aufnahmeprojekts ist das Instrument, das Lage während der gesamten in Chicago gemachten Aufnahmesession spielt, eine Gretsch Duo Jet aus den 1950er Jahren.

## Titelliste

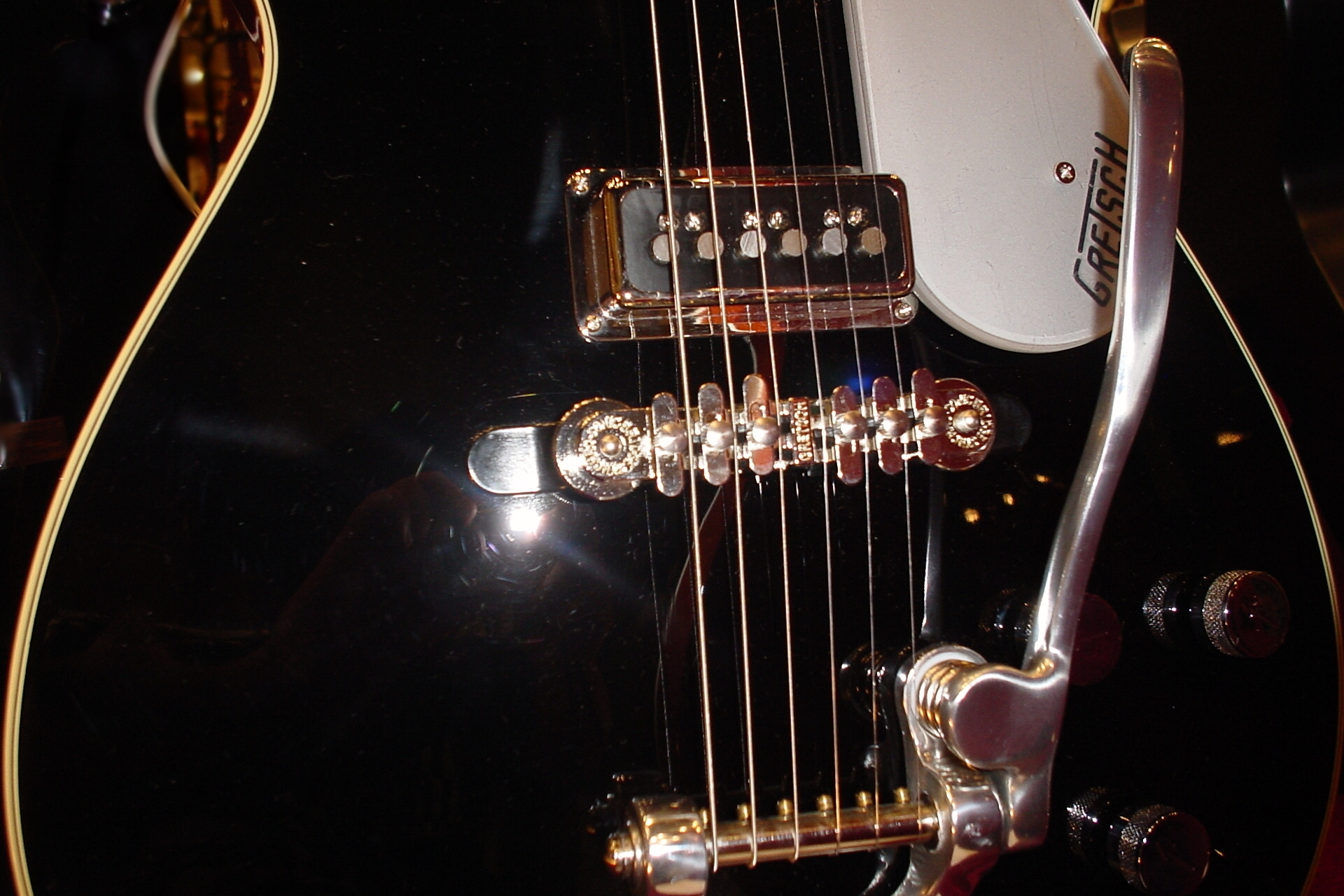
Die von Julian Lage auf dem Album verwendete Gretsch DuoJet (hier Modell G6128T DSV)

- Julian Lage: Love Hurts (Mack Avenue MAC1148)[3]
  1. In Heaven (Peter Ivers, David Lynch) – 4:34
  2. Tomorrow Is the Question (Ornette Coleman) – 3:36
  3. The Windup (Keith Jarrett) – 4:03
  4. Love Hurts (Boudleaux Bryant) – 4:45
  5. In Circles (Julian Lage) – 4:30
  6. Encore (A) (Jarrett) – 4:44
  7. Lullaby (Lage) – 3:45
  8. Trudgin’ (Jimmy Giuffre) – 3:57
  9. I’m Getting Sentimental Over You (George Bassman, Ned Washington) – 4:06
  10. Crying (Roy Orbison, Joe Melson) – 5:34

## Rezeption
„Tomorrow Is the Question“, ein Stück aus dem Album, erhielt 2019 eine Grammy-Nominierung in der Kategorie Bestes improvisiertes Jazz-Solo. Das Album erhielt meist wohlwollende Rezensionen; Thom Jurek schrieb in AllMusic, „von allen Platten in Lages Katalog klingt Love Hurts so, als ob es am meisten Spaß gemacht hätte. Wiederum ist es eine völlige Freude für den Zuhörer.“
In All About Jazz schrieb Chris Mosey, Julian Lage sei ein unglaublich talentierter Akustikgitarrist. Was er am besten könn, sei melancholisch alte Pop-Nummern aufzugreifen und zu verwandeln. Sein Arrangement des Titeltracks, ein Hit der Everly Brothers aus dem Jahr 1965, sei ziemlich beeindruckend und sein Spiel lasse einen die rührselige Herkunft der Country-Nummer vergessen.
In Bezug auf die Art und Weise, wie auf dem Album Coverversionen von Pop- und Jazz-Titeln verarbeitet werden, schrieb Suzanne Lorge in Down Beat: „An der Oberfläche haben diese [Songs] möglicherweise nicht viel miteinander zu tun. Aber die prägnante Musikalität und das saubere Arbeiten Lages tragen wesentlich dazu bei, ästhetische Unterschiede zu überwinden. Seine beiden Originale (In Circles und Lullaby) sind die offensten Stücke auf dem Album. Sie stechen fast alles andere aus und signalisieren die kompositorische Absicht des Gitarristen: fest verwurzelte musikalische Brücken zu schlagen, aber außerhalb von Zeit und Genre zu stehen.“

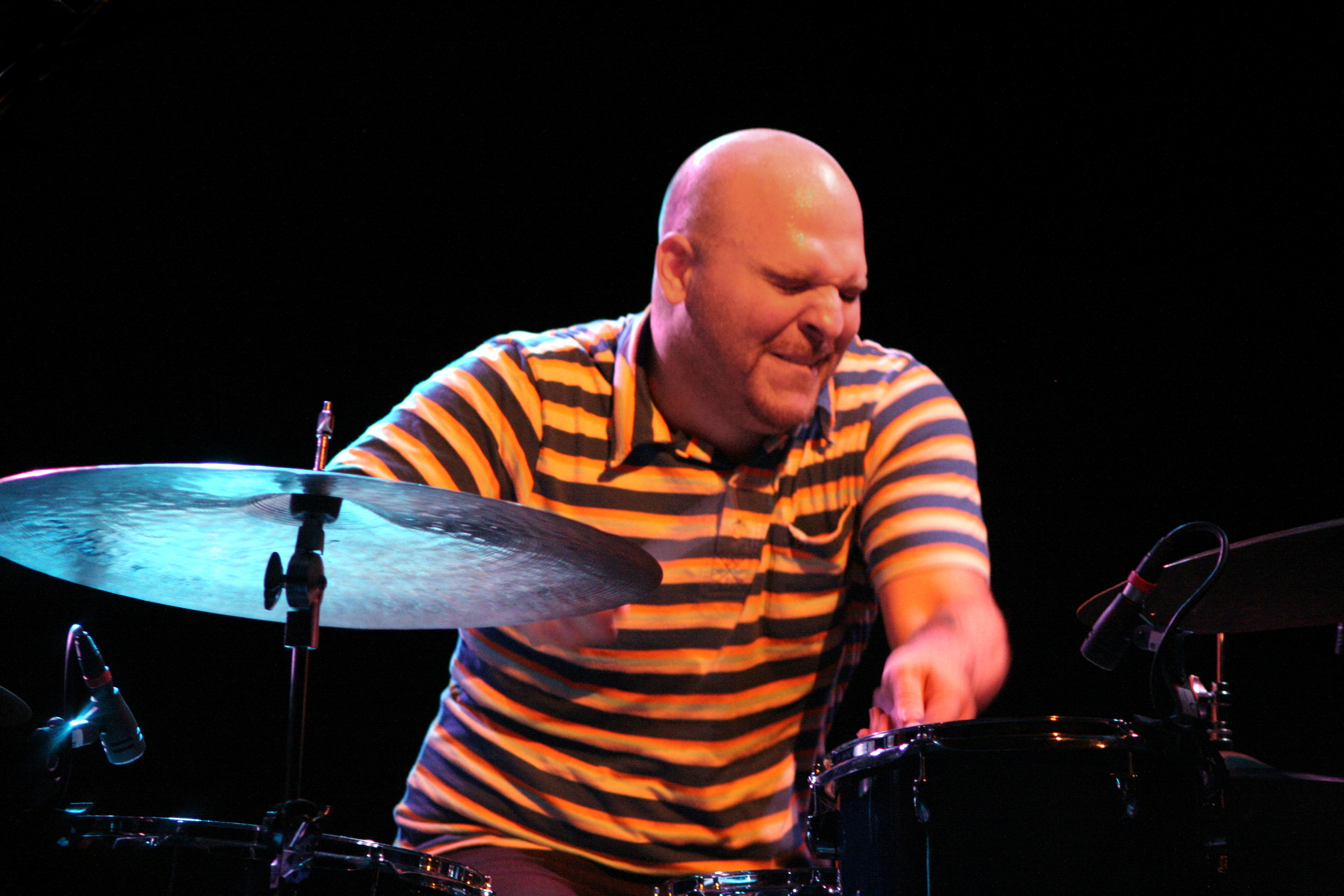
Dave King

Bruce Lindsay meinte in seiner Rezension im Jazz Journal über die Titelliste, Lage sei mit Jazz- und Country/Americana-Nummern gleichermaßen vertraut – und auch mit den ungewöhnlicheren. So beginnt das Album mit „In Heaven“, geschrieben von dem verstorbenen Peter Ivers für David Lynchs Film Eraserhead. Von den Jazz-Coverversionen lobt der Autor den Funky-Rhythmus auf „Encore (A)“ von Keith Jarrett, ein Film-Noir-Soundtrack-Arrangement von Jimmy Giuffres „Trudgin’“ („man spürt fast den Regen, sieht den mysteriösen Fremden in der Dunkelheit warten“) und eine funkelnde Interpretation der Ornette-Coleman-Melodie „Tomorrow Is the Question“. Es sei jedoch ein Americana-Titel, „Love Hurts“, der das Highlight des Albums sei, mit einer schönen, sparsamen Interpretation der Nummer; alle drei Spieler spielten dabei subtil und zurückhaltend.
Sebastian Scotney (London Jazz News) äußerte gegenüber der Produktion Vorbehalte: „Ich frage mich, ob ich in 20 Jahren diese Rezension lesen werde und gestehen muss, dass ich ein Album, das den Beginn eines Wendepunkts in Lages Karriere bedeuten wird, nicht zu schätzen weiß. Aber vorerst gehe ich zurück zu Modern Lore und zu der abenteuerlicheren Arbeit, die Lage mit seiner normalen, ungetrübten Freude an der Nels Cline 4 mit Tom Rainey leistet, die ich weitaus überzeugender und authentischer gefunden habe als dieses Album.“
In einem ausführlichen Interview mit Lage für JazzTimes schrieb Gitarrist und Kritiker James Rotondi, das Material von Love Hurts spiegele das Interesse von Lage wider, einzelne Vehikel zu finden, mit denen sich eine Gesamtvision ausdrücken lässt.